# Stephan Rauschert
Stephan Rauschert (1931 - 1986) foi um botânico alemão. 
Como pesquisador, apresenta 1.116 registros IPNI de identificações e nomeações de novas espécies.